# Tim Planchin
Tim Planchin (Vichy, 23 mei 1959) is een Franse golfprofessional. 

## Amateur
Tim Planchin was een veelbelovende amateur die op 16-jarige leeftijd Frans Amateur was en tweemaal die titel met succes verdedigde. Hij zat ook in het Franse team dat het Europees Landen Team Kampioenschap in Helsinki won. In 1981 was hij de beste amateur op het Frans Open op de Golf de Saint Germain. 

## Professional
Planchin werd in 1982 professional. Hij ging in 1986 voor het eerst naar de Tourschool en speelde regelmatig op de Europese Challenge Tour waar hij twee toernooien won. Na zijn 50ste verjaardag heeft hij enkele toernooien op de Europese Senior Tour gespeeld. In 2010 en 2012 deed hij mee aan de PGA Benelux Trophy.
Planchin geeft les op de Golf de Sept Fontaines, samen met Thierry Goossens, Philippe Toussaint en David Everson.

### Gewonnen
Challenge Tour
- 1992: Pro Am Moet & Chandon du Leman
- 1993: Biarritz International Pro-Am
- 1995: Open de Dijon Bourgogne

Belgische PGA
- 2005:  PGA Kampioenschap op de Waregem Golf Club
- 2007:  Order of Merit

Planchin is in 1986 getrouwd en kreeg in 1987 een zoon. Ze wonen in Huizingen.